# Atzesberg (Górna Austria)
Atzesberg – gmina w Austrii, w kraju związkowym Górna Austria, w powiecie Rohrbach. Według Austriackiego Urzędu Statystycznego liczyła 438 mieszkańców (1 stycznia 2015).